# Adolf Hosp
Adolf Hosp (* 8. April 1892 in Satteins; † 12. Dezember 1972 in Frastanz) war ein österreichischer Politiker (CSP) und Elektrotechniker. Er war von 1928 bis 1934 Abgeordneter zum Vorarlberger Landtag. 

## Ausbildung und Beruf
Hosp war zwischen 1906 und 1909 als Schifflisticker im Stickereigeschäft Lorenz Hosp in Satteins beschäftigt. Er absolvierte zwischen Juli 1914 und November 1918 eine Elektromechanikerlehre bei der Firma Elektra Bregenz und legte die Gesellenprüfung ab. Dazwischen leistete er während des Ersten Weltkriegs vier Monate lang Kriegsdienst an der Südfront. Von November 1918 bis Jänner 1919 war Hosp kurzfristig als Monteur beim E-Werk Schlins-Satteins beschäftigt, danach war er bis Februar 1920 selbständiger Monteur beim E-Werk Gebhard Burtscher in Satteins. Hosp absolvierte von 1920 bis 1922 ein Studium der Elektrotechnik, Abteilung für Bureau- und Betriebstechniker sowie für Werkmeister, im Technikum Mittweida in Sachsen und war daraufhin von 1922 bis 1923 als Elektriker bei der „Rheinelektra“ (Rheinische Elektrizitäts-Aktiengesellschaft) in Mannheim beschäftigt. Im September 1923 trat er in den Dienst der Vorarlberger Landeselektrizitäts-AG in Bregenz. Hier fungierte er zwischen 1915 und 1959 als Betriebsleiter im Unterwerk Bürs, zudem war er im Jahr 1929 kurzfristig auch aushilfsweiser Betriebsleiter beim Landeswerk Lawena in Liechtenstein.

## Politik und Funktionen
Hosp war stark in christlichen Organisationen sowie der Turnerschaft aktiv. So war er Mitglied der Christlichsozialen Partei, Mitglied im katholischen Gesellenverein in Deutschland, Mitglied im katholischen Vereinshaus in Bludenz und Mitglied der Kolping-Jugend in Bludenz. Des Weiteren engagierte er sich als Mitglied der christlichen Angestellten Gewerkschaft und Obmann der Ortsgruppe Bludenz, war Obmann des Stadtkartells der christlichen Arbeiterbewegung und Obmann der Ortsgruppe Bürs der Gewerkschaft für Privatangestellte Bludenz. Nach dem Zweiten Weltkrieg wurde er zudem Mitglied des ÖAAB und fungierte von 1952 bis 1959 als Ortsobmann von Bürs. Bereits 1909 war er Gründungsmitglied im Turnerbund Satteins, des Weiteren engagierte er sich als Leiter der Altherrenriege im Turnerbund Bludenz  und als Obmann in der Turnerschaft Frastanz. Er war des Weiteren Mitglied des Vorarlberger Rheingaues, Aufsichtsrat und Aufsichtsratsobmann der Spar- und Darlehenskasse Bludenz, Mitglied im Kirchenrat Bürs und Mitglied des Landesschulrates.
Als Abgeordneter des Wahlbezirkes Bludenz gehörte Hosp vom 2. April 1928 bis zum 13. November 1934 dem Landtag an. Zudem war er 1945 Mitglied der Gemeindevertretung Bürs.

## Privates
Adolf Hosp wurde als Sohn des Satteinser Metzgermeisters Lorenz Hosp und dessen Gattin Maria Agatha Müller geboren. Er heiratete 1929 Anna Gstach und wurde zwischen 1930 und 1935 Vater von zwei Töchtern und einem Sohn.

## Auszeichnungen
- Goldene Ehrennadel des ÖAAB (1957)
- Rerum Novarum Plakette der Katholischen Arbeiterbewegung Österreichs, Landesführung Vorarlberg (1961)
- Goldenes Ehrenzeichen der Vorarlberger Turnerschaft
- Ehrenobmann der Turnerschaft Frastanz
- Ehrenmitglied des Turnerbundes Satteins
- Papst-Leo Medaille